# No One Lives Forever
A No One Lives Forever (teljes nevén The Operative: No One Lives Forever), vagy csak NOLF egy háromrészes számítógépes játéksorozat első tagja, amit a Monolith Productions fejlesztett ki. A Fox Interactive jelentette meg 2000. november 19-én. A játék folytatásaként 2002-ben megjelent a No One Lives Forever 2: A Spy In H.A.R.M.'s Way, amit egy kiegészítő csomag, a Contract J.A.C.K. követett 2003-ban.

## A játékok
2004-ben a sorozatban két játék van, valamint egy kettő közti történet.

### No One Lives Forever
A The Operative: No One Lives Forever című játékot 2000-ben adták ki, és egy női főszereplőt mutatott be – akkoriban ez ritkaság volt –, Cate Archer szuperkémet. A játék a first-person shooter és a lopakodós játékok keveréke: a legtöbb (de nem minden) küldetés többféle módon megoldható: lopakodással, a veszély elkerülése végett, vagy Rambo-stílusban lövöldözve.
A játék alaptörténete az, hogy egy titkos szervezet, a UNITY figyel a világbékére. Archer ügynök a UNITY tagjaként kell harcba szállnia a terrorista H.A.R.M. csoporttal.
A játék az 1960-as években játszódik, és sok humort tartalmaz: van, aki az Austin Powers- és a James Bond-filmek keverékeként írja le.
A játék egyik fő tulajdonsága az őrült eszközök: például a holttest-eltávolító por vagy az elektromos uszkár, az őrkutyák figyelmének elterelésére. Továbbá a küldetések tele vannak hírszerzési elemekkel: szöveges üzenetek, melyek gyakran humoros mellékszálakat mutatnak be.
A hangok használata is figyelemre méltó: nem csak az ellenségek figyelnek a játékos által keltett zajokra, de a játékban a 60-as évekhez illő zene megy, valamint hosszú, humoros beszélgetéseket is hallhatunk.
A játék számos Az év játéka díjat nyert, például a Computer Games Magazine-től, a Computer Gaming Worldtől, a PC Gamertől és a Gamespy-tól.
A No One Lives Forever később megjelent Game of The Year (Az év játéka; GOTY) változatban is, egy további küldetéssel, melyet nem kaptak meg azok, akik az eredeti verziót vásárolták meg.
2002-ben a NOLF-ot átvitték a PlayStation 2 játékkonzolra, olyan extra küldetésekkel, melyek nem érhetők el a PC-változatban. Ez a változat a GOTY küldetést is tartalmazza. Az új missziók egyike a NOLF előzetese volt, melyben Cate Archer még tolvaj, pár nappal a UNITY-hez történő betoborzása előtt. Az átvitt változat régimódi grafikát használt fel, és megzavaró vezérlőrendszert tartalmazott, többek közt ezek miatt nem lett sikeres.

### A Spy In H.A.R.M.'s Way
A 2002-ben kiadott No One Lives Forever 2: A Spy In H.A.R.M.'s Way (jelentése: „Kém a H.A.R.M. útjában”) az első játék folytatása, melyben Cate Archer újra felveszi a harcot a H.A.R.M.-mal. Ez a második játék még egzotikusabb helyszíneken játszódik, és vadonatúj eszközökkel és fegyverekkel bővült.
Technikai szempontból a No One Lives Forever 2: A Spy In H.A.R.M.'s Way egy jelentősen továbbfejlesztett játékmotoron fut, amely sokkal jobb minőségű grafika megjelenítésére alkalmas.
Az első játékhoz hasonlóan a küldetések végigvihetők akcióval, rejtőzködéssel, eszközökkel vagy az összes kombinációjával.
A NOLF2 szintén számos Az év játéka kitüntetést kapott, többek közt a Gamespy-tól.
A No One Lives Forever 2: A Spy In H.A.R.M.'s Wayt kiadták Macintosh-ra is.

### Contract J.A.C.K.
2003-ban megjelent a NOLF2 elődje, amely a NOLF1 történetei után játszódik. A játék neve Contract J.A.C.K. (Just Another Contract Killer), és Cate Archer helyett a játékos Jack szerepét veszi át, a H.A.R.M egyik bérgyilkosát.
A játék sokkal rövidebb, mint a NOLF1 és 2, és hiányoznak belőle a többi NOLF-játékban megtalálható eszközök és hírszerzési elemek. Továbbá hiányoznak az 1960-as évekből a momentumok (például a 60-as években nem volt Desert Eagle kézifegyver), valamint teljesen kimaradt belőle a lopakodás.
A Contract J.A.C.K. sokak szerint inkább egy különálló kiegészítő csomag, mint egy teljes játék.